# 2133 Franceswright
2133 Franceswright (1976 WB) là một tiểu hành tinh vành đai chính.